# 富士見が丘 (神戸市)
富士見が丘（ふじみがおか）は、兵庫県神戸市西区の地名。現行行政地名は富士見が丘一丁目から富士見が丘五丁目。郵便番号は651-2214。

## 地理

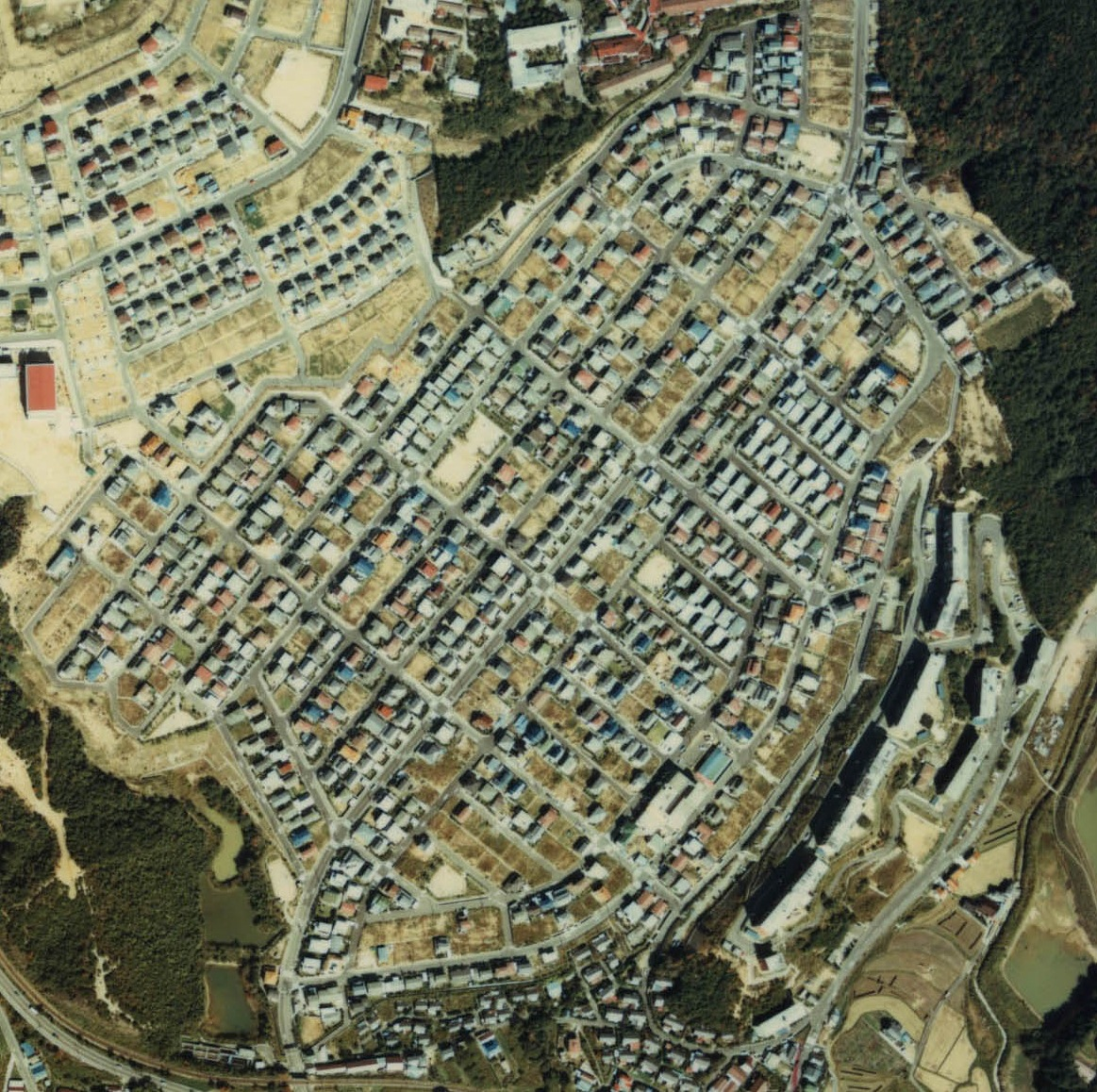
富士見が丘の街並み（1979年度）

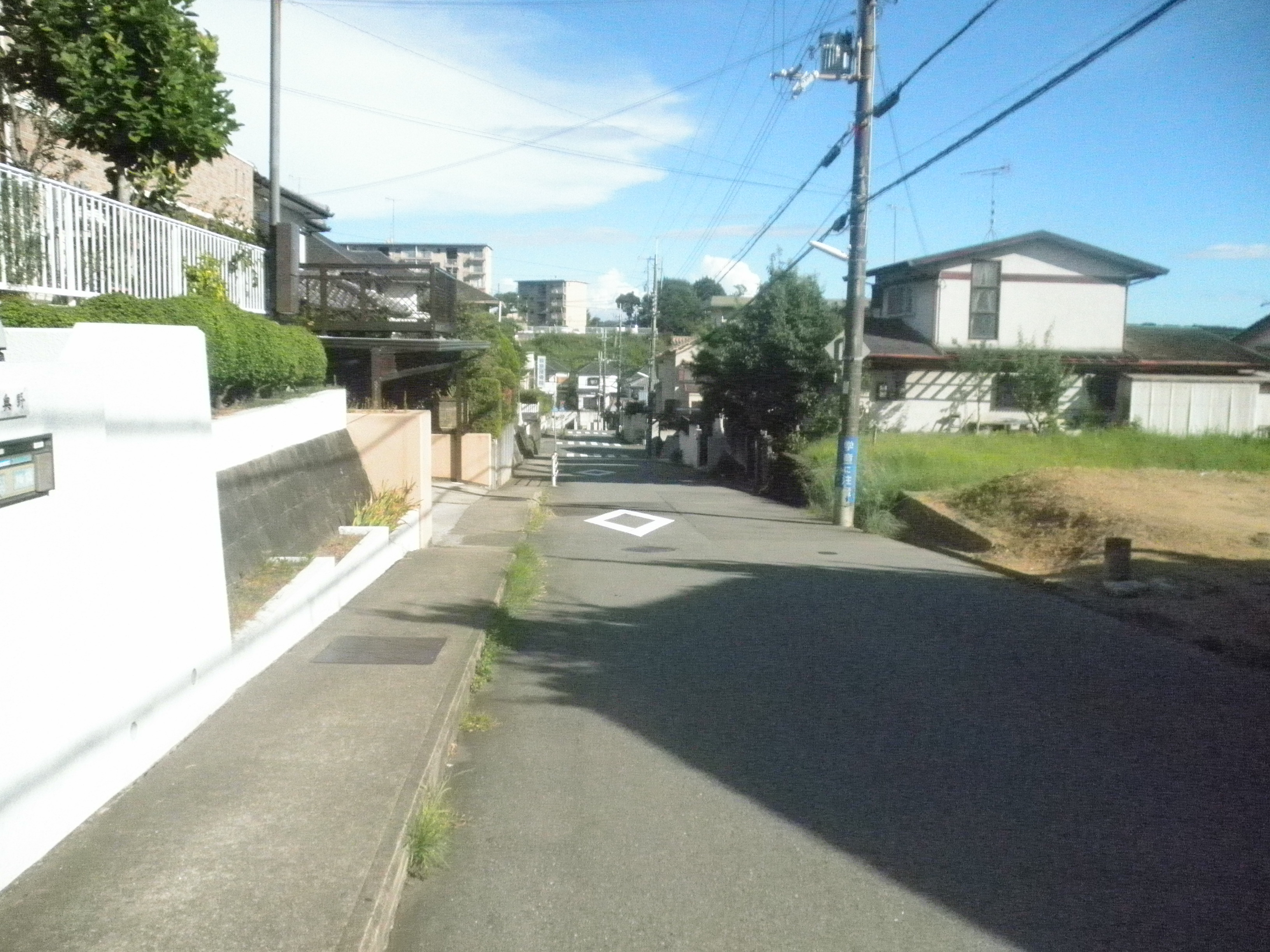
富士見が丘一丁目（2010年8月31日撮影）

押部谷地区のニュータウンであり、 北東で押部谷町西盛の飛地、東で押部谷町福住、南から西にかけて押部谷町西盛、北で北山台及び三木市緑が丘町本町と接する。

## 歴史

### 地名の由来
雄岡山・雌岡山の別名である「明石富士」とその山が見える丘から付けられた。

### 沿革
- 1972年12月 - 押部谷町西盛の一部・福住の一部が分離する[4]。

### 字域の変遷
| 実施前                                   | 実施年     | 実施後               |
| ---------------------------------------- | ---------- | -------------------- |
| 神戸市西区押部谷町西盛の一部・福住の一部 | 1972年12月 | 神戸市西区富士見が丘 |

## 世帯数と人口
2021年（令和3年）12月31日現在の世帯数と人口は以下の通りである。
| 町丁             | 世帯数    | 人口    |
| ---------------- | --------- | ------- |
| 富士見が丘一丁目 | 230世帯   | 479人   |
| 富士見が丘二丁目 | 281世帯   | 602人   |
| 富士見が丘三丁目 | 160世帯   | 350人   |
| 富士見が丘四丁目 | 192世帯   | 393人   |
| 富士見が丘五丁目 | 206世帯   | 416人   |
| 計               | 1,069世帯 | 2,240人 |

## 小・中学校の学区
市立小・中学校に通う場合、学区は以下の通りとなる。
| 大字       | 番地 | 小学校             | 中学校               |
| ---------- | ---- | ------------------ | -------------------- |
| 富士見が丘 | 全域 | 神戸市立北山小学校 | 神戸市立押部谷中学校 |

## 交通

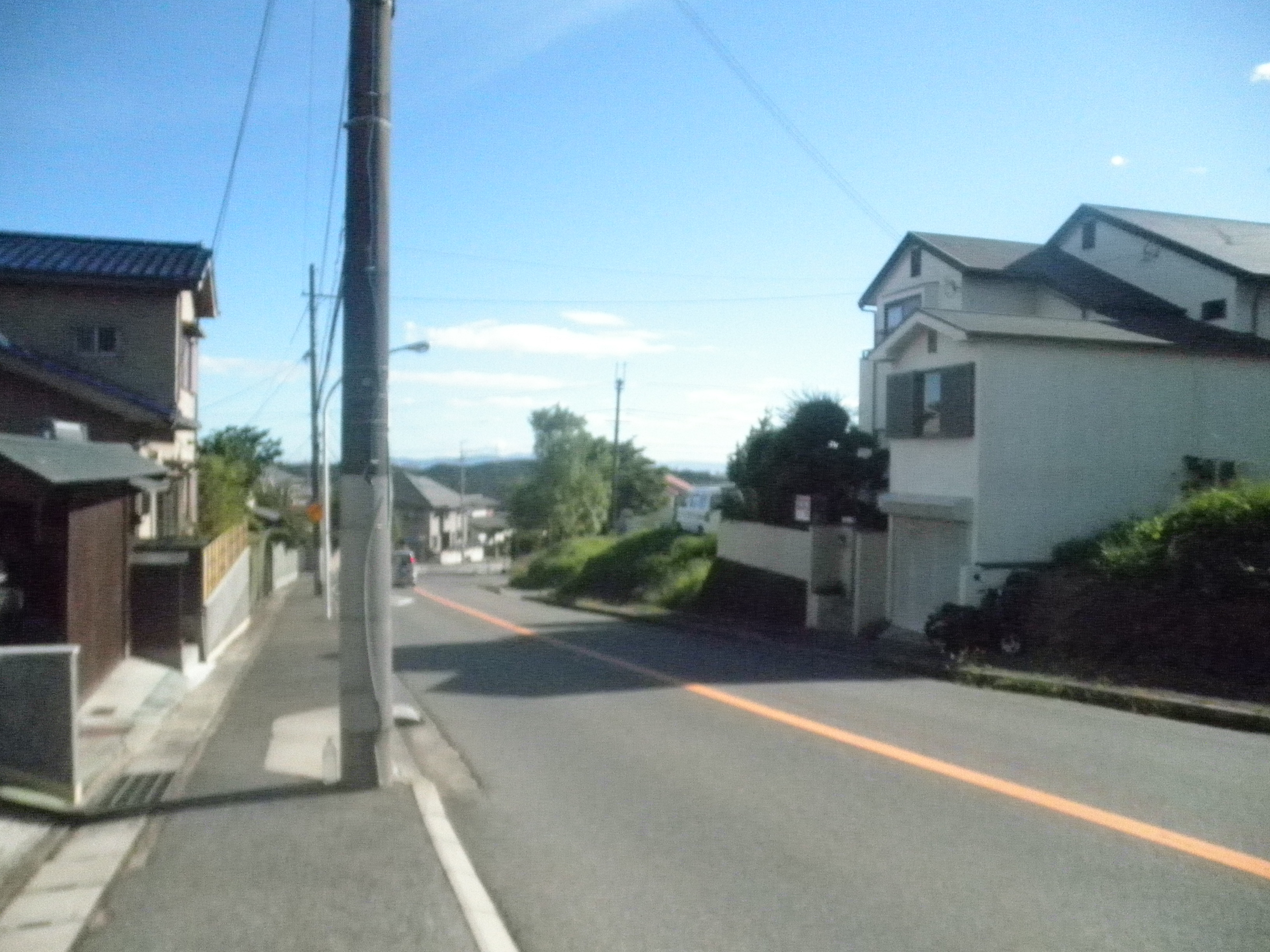
富士見が丘四丁目のバス通り

### 鉄道
地内には鉄道が通っていない。最寄りは神戸電鉄粟生線押部谷駅である。

### バス
- 神姫バス

## 施設
- 神戸富士見が丘郵便局
- 富士見が丘自治会館